# 朗德萊克鎮區 (明尼蘇達州傑克遜縣)
朗德萊克鎮區（英語：Round Lake Township）是位於美國明尼蘇達州傑克遜縣的一個行政鎮區。

## 地方資料
朗德萊克鎮區的面積為92.98平方千米，當中陸地面積為87.83平方千米，而水域面積為5.14平方千米。根據2020年美國人口普查的數據，當地共有人口144人，而人口密度為每平方千米1.55人。